# Diritti LGBT in Colombia
I diritti di lesbiche, gay, bisessuali e transgender (LGBT) in Colombia sono progrediti da quando l'omosessualità è stata decriminalizzata nel 1980, rendendolo uno dei paesi più avanzati dell'America latina nella legislazione sui diritti LGBT. Tra febbraio 2007 e aprile 2008, tre sentenze della Corte costituzionale hanno concesso alle coppie omosessuali registrate la stessa pensione, sicurezza sociale e diritti alla proprietà riservati alle sole coppie eterosessuali registrate. Nel 2011, il Congresso del paese ha approvato una legge che vieta le discriminazioni basate sull'orientamento sessuale. Il 28 aprile 2016, la Corte costituzionale ha legalizzato il matrimonio tra persone dello stesso sesso.

## Costituzione e legge
L'articolo 13 della Costituzione colombiana del 1991 afferma che "lo Stato fornirà condizioni affinché l'uguaglianza sia reale ed efficace e adotterà misure a favore di gruppi emarginati o discriminati".
L'articolo 42 della Costituzione recita: "la famiglia è il nucleo fondamentale della società, è formata sulla base di legami naturali o legali, dalla libera decisione di un uomo e una donna di contrarre il matrimonio o dalla loro volontà responsabile di rispettarla" .
Le riforme legislative degli anni '90 hanno pareggiato l'età del consenso in Colombia sia per i rapporti omosessuali che per quelli eterosessuali. Nel 1998, la Corte costituzionale ha stabilito che gli insegnanti della scuola pubblica non possono essere licenziati per aver rivelato il loro orientamento sessuale, né le scuole religiose private possono vietare agli studenti gay di iscriversi. Nel 1999 la stessa corte ha deciso all'unanimità che le forze armate non potevano vietare omosessuali e bisessuali dal servire in esse, essendo una violazione delle garanzie costituzionali di "intimità personale e familiare" e "il libero sviluppo della propria personalità".

## Riconoscimento delle relazioni tra persone dello stesso sesso
Il 7 febbraio 2007, la Corte costituzionale colombiana ha esteso la proprietà matrimoniale e il diritto ereditario alle coppie dello stesso sesso, grazie all'azione costituzionale presentata dal gruppo di legge sull'interesse pubblico noto come Universidad de los Andes contro Ley 54. La decisione non includeva i diritti pensionistici o di sicurezza sociale (assicurazione sanitaria). In una seconda sentenza del 5 ottobre 2007, la corte costituzionale ha esteso i sussidi di sicurezza sociale (assicurazione sanitaria) alle coppie dello stesso sesso e, in una sentenza del 17 aprile 2008, i diritti pensionistici sono stati prorogati. Con queste tre sentenze, le coppie dello stesso sesso in Colombia ora godono dei principali benefici delle coppie eterosessuali alle stesse condizioni.
Nel luglio 2011, la Corte costituzionale ha stabilito in una decisione storica che le coppie dello stesso sesso hanno il diritto di sposarsi in Colombia. Il Congresso colombiano doveva creare un equivalente di matrimonio per le coppie omosessuali entro il 20 giugno 2013, altrimenti le coppie avrebbero automaticamente ottenuto il diritto di rivolgersi a qualsiasi giudice o notaio per formalizzare la loro unione, secondo la sentenza. Poiché il Congresso della Colombia non ha approvato una legge sul matrimonio omosessuale, i tribunali hanno invece iniziato ad approvare i matrimoni stessi. La questione del matrimonio tra persone dello stesso sesso è arrivata ancora una volta davanti alla Corte costituzionale nel 2015, dopo che l'ispettore generale del paese ha chiesto alla Corte di invalidare tutti i matrimoni omosessuali approvati in Colombia. Un'audizione si è svolta a luglio 2015.
Nel marzo 2016, il primo matrimonio omosessuale condotto all'estero è stato registrato in Colombia e il National Registry ha emesso un memorandum per tutti i notai che ordinava di registrare matrimoni omosessuali eseguiti fuori dal paese.
Il 7 aprile 2016, la Corte costituzionale ha votato per 6-3 contro una proposta in cui si afferma che il matrimonio si applica solo a un uomo e una donna. Una seconda sentenza che legalizza il matrimonio omosessuale è stata votata il 28 aprile con 6-3 dei magistrati della Corte a favore. La sentenza concede effettivamente alle coppie dello stesso sesso il diritto di sposarsi in quanto ordina a tutti i giudici e i notai di concedere le licenze di matrimonio delle coppie.
Il primo matrimonio egualitario nel paese è avvenuto a Cali il 24 maggio 2016.

## Protezioni contro la discriminazione
Nel 2011, il Congresso ha approvato una legge che penalizza la discriminazione basata sull'orientamento sessuale. La legge ha stabilito la reclusione da uno a tre anni e multe economiche per le persone che discriminano diversi gruppi tra cui la comunità LGBT.
La legge stabilisce inoltre che le pene sono aumentate quando la discriminazione viene eseguita in uno spazio pubblico, quando viene effettuata attraverso i mass media, se l'atto è eseguito da un pubblico ufficiale, quando atti basati sulla discriminazione privano qualcuno dei loro diritti o la fornitura di un servizio pubblico. La pena è ridotta se la persona che ha commesso l'atto di discriminazione si scusa pubblicamente.

### Discriminazione nelle scuole
Nell'agosto 2014, uno studente di nome Sergio Urrego si è suicidato perché subì una discriminazione da parte delle autorità della scuola dove ha studiato. La madre ha intentato una causa che, dopo diversi ricorsi, ha raggiunto la Corte costituzionale. La Corte si è pronunciata a favore della famiglia di Urrego, affermando che i diritti di dignità, educazione, uguaglianza, non discriminazione, libero sviluppo della personalità, privacy e giusto processo, giustizia, riparazione e buon nome sono stati violati. La Corte ha anche ordinato alla scuola di compiere un atto pubblico di scuse e ha ordinato al Ministero della Pubblica Istruzione di rivedere entro un anno i "manuali di convivenza" (che regolano le relazioni tra gli studenti stessi e gli altri membri della comunità educativa) di tutte le scuole nel paese in modo che non contengano articoli che discriminano i bambini a causa del loro orientamento sessuale o identità di genere. Con questa decisione i college di tutto il paese non possono discriminare gli studenti a causa del loro orientamento sessuale.

### Decreto del governo
Il Ministero degli Interni colombiano ha rilasciato nella primavera del 2016 un decreto presidenziale che prevede un'ampia politica di obblighi procedurali per le istituzioni governative e gli enti territoriali in materia di diritti LGBTI. Il documento richiede la creazione di una Commissione intersettoriale per la garanzia dei diritti della comunità LGBTI. Il decreto riguarda specificamente i diritti per i colombiani LGBTI nell'istruzione pubblica, nell'assistenza sanitaria, nelle carceri e come vittime di conflitti armati. Il testo chiarisce che "le entità nazionali non possono rifiutarsi di riconoscere che una coppia dello stesso sesso può costituire una famiglia e, di conseguenza, possono godere delle tutele costituzionali, dell'eguaglianza e delle opportunità offerte ad altre famiglie".

## Diritto di esprimere affetto in pubblico
La Corte costituzionale della Colombia ha rilasciato diverse sentenze che proteggono il diritto di omosessuali e bisessuali di esprimersi in pubblico, incluso il diritto di esprimere affetto o amore per i loro partner. Nel 1994, la Corte ha disapprovato il fatto che il Consiglio nazionale della televisione si rifiutasse di mostrare uno spot in cui era presente una coppia omosessuale. Questa decisione fu seguita da altre sentenze come il T-268 del 2000, in cui la Corte condannava il sindaco di Neiva per aver impedito una parata gay; il T-301 del 2004, che ordinava alla polizia di Santa Marta di smettere di molestare gli omosessuali che visitavano la passerella della città; il T-314 del 2011, che analizza il rifiuto del Tequendama Hotel di consentire l'accesso ad alcuni omosessuali a due eventi che si sono svolti nelle sue strutture. In quella sentenza, la Corte ha esortato il governo a creare una politica nazionale che tenga conto della comunità LGBTI.
La sentenza T-909 del 2011 ha ordinato ai funzionari di tutela del centro commerciale Cosmocentro di Cali e alla sua società di sicurezza di condurre un corso per imparare a non reprimere gli omosessuali quando esprimono il loro affetto in pubblico.

## Adozione e genitorialità
Nel 2011, la Corte costituzionale ha riconosciuto le coppie dello stesso sesso come una famiglia. Nel maggio 2012, la Corte costituzionale ha emesso una sentenza a favore dell'adozione di due figli all'americano, Chandler Burr, che stava per perdere la custodia perché l'ICBF (l'istituzione incaricata di eseguire le procedure di adozione) riteneva che stesse nascondendo il suo orientamento sessuale. Da allora, l'ICBF non può chiedere l'orientamento sessuale di una persona quando desidera adottare individualmente. Dal 2014, le persone LGBT possono adottare il figlio biologico del loro partner. Il 4 novembre 2015, la Corte costituzionale ha emesso un verdetto (6-2) a favore dei diritti di adozione dello stesso sesso, la Corte ha incaricato le agenzie di adozione di non discriminare le coppie omosessuali quando prestano servizi di adozione. Gli oppositori della sentenza dissero che avrebbero fatto appello. Entro il 31 marzo 2016, una campagna che voleva forzare un referendum sui diritti di adozione per le coppie dello stesso sesso aveva raccolto 1,8 milioni di firme, tra cui 45 membri del Congresso. La campagna aveva l'obiettivo di abrogare la sentenza della Corte costituzionale emessa nel novembre 2015, che consentiva l'adozione da parte di coppie dello stesso sesso. Tuttavia, le firme dovettero prima essere accettate dal cancelliere della Colombia, quindi la proposta sarebbe stata presentata al Congresso dove doveva essere discussa e approvata a maggioranza in entrambe le camere, due volte. Infine, la proposta doveva anche essere approvata dalla Corte Costituzionale, la stessa corte che volevano contestare. Nel maggio 2017, un comitato del Congresso ha deciso, con voto 20-12, di accantonare la proposta.

### Registrazione legale
Il 12 novembre 2015 la Corte costituzionale ha stabilito che alle coppie dello stesso sesso deve essere consentito registrare i neonati con i nomi di entrambi i genitori, con certificati di nascita che elencano due madri o due padri. In una decisione (5-2), la Corte diede al registro civile nazionale 30 giorni per cambiare le sue norme al fine di permettere ai bambini di essere registrati anche da coppie dello stesso sesso. Il caso è stato portato da due omosessuali che non sono stati in grado di registrare i loro gemelli appena nati. Rapporti dei media locali hanno detto che i bambini sono nati negli Stati Uniti da una madre surrogata. Secondo quanto riferito, hanno ricevuto la cittadinanza e i documenti degli Stati Uniti, ma non sono stati registrati in Colombia.

## Servizio militare
Dal 1999 la Corte ha stabilito che gay e bisessuali possono servire nell'esercito e che l'orientamento sessuale non dovrebbe essere un motivo per impedire a qualcuno di entrare nell'esercito.

## Identità ed espressione di genere
Il 4 giugno 2015, il governo ha emanato un decreto per semplificare il processo attraverso il quale gli individui possono cambiare legalmente il proprio genere. Il decreto, firmato dal Ministero della Giustizia e dal Ministero degli Interni, eliminò la necessità di esami psichiatrici o fisici per dimostrare la propria identità di genere .
Dal 2015, si può servire apertamente all'interno dell'esercito colombiano, indipendentemente dalla propria identità di genere.

## Donazione di sangue
Nel 2012 la Corte Costituzionale ha decretato che l'orientamento sessuale di uno non può essere un criterio per prevenire la donazione di sangue, a tal fine la Corte ha ordinato al Ministero della salute e della protezione sociale di modificare le norme che stabilivano che le persone omosessuali non potevano donare sangue.

## Opinione pubblica
In un sondaggio condotto tra novembre e dicembre 2016 viene rivelato che il sostegno al matrimonio tra persone dello stesso sesso è del 37% tra i colombiani mentre il 59% si dice contrario. Il sostegno all'adozione da parte delle coppie dello stesso sesso è solo del 22%, mentre il 76% è contrario.

## Nel cinema
- 2000: La vergine dei sicari
- 2016: Santa y Andrés

## Tabella riepilogativa
| Depenalizzazione dell'omosessualità                                                           | (dal 1981)                    |
| Uguale età del consenso rispetto agli eterosessuali                                           | Yes                           |
| Divieto di discriminazione nel posto di lavoro                                                | (dal 1999)                    |
| Divieto di discriminazione nella fornitura di beni e servizi                                  | (dal 2007/2008)               |
| Leggi anti-discriminazione in tutti gli altri settori (incluse le espressioni d'odio)         | (dal 2011)                    |
| Espressioni d'affetto in pubblico                                                             | (protetto dalla costituzione) |
| Unioni civili                                                                                 | (dal 2007)                    |
| Matrimonio civile per le persone dello stesso sesso                                           | (dal 2016)                    |
| Riconoscimento del matrimonio civile per le persone dello stesso sesso contratto all'estero)  | (dal 2016)                    |
| Step-child adoption                                                                           | (dal 2014)                    |
| Adozione per le coppie omosessuali                                                            | (dal 2015)                    |
| Adozione per i single LGBT                                                                    | (dal 2012)                    |
| Autorizzazione a prestare servizio nelle forze armate per gli omosessuali                     | (dal 1999)                    |
| Autorizzazione a prestare servizio nelle forze armate per i transgender                       | (dal 2015)                    |
| Diritto di cambiare genere nei documenti                                                      | (dal 1993)                    |
| Diritto di cambiare genere nei documenti senza valutazione psichiatrica                       | (dal 2015)                    |
| Accesso alla maternità surrogata                                                              | No                            |
| Accesso alla fecondazione in vitro per le lesbiche                                            | Yes                           |
| Autorizzazione a donare il sangue per gli uomini che hanno rapporti sessuali con altri uomini | (dal 2012)                    |